# Apophylia aeneipennis
Apophylia aeneipennis es un coleóptero de la familia Chrysomelidae.
Fue descrita científicamente por primera vez en 1800 por Illiger.